# Samuel Ormis
Samuel Ormis (Nagyrőce, 1824. július 2. – Nagyrőce, 1875. október 10.) evangélikus lelkész, gimnáziumi tanár.

## Élete
Ősei Csehországból a fehérhegyi ütközet után vándoroltak Magyarországra. A gimnáziumot és bölcseleti tanfolyamot Selmecbányán végezte, ahol a szlovák eszmék terjesztésére munkálkodó ifjúsághoz tartozott és részt vett az ottani Zábavnik című szlovák lap szerkesztésében és a szlovák színház létesítésében. Innét Pozsonyba ment, ahol az ágostai evangélikus teológiát hallgatta 1848-ig és Ľudovít Štúr távoztával a Slovenské Národné Noviny című szlovák újságot kiadta, melyet a magyar kormány betiltott. Rövid ideig a Cyrill a Method című szlovák hírlapot is szerkesztette. 1849-ben a selmecbányai líceum tanára lett, 1852-ben, mivel az akkori bérmozgalmakról írt a szlovák hírlapba, rövid időre elzáratott. 1854-55-ben a természetrajz és matematika tanára volt Rozsnyón. 1856-ban Felsőmagyarországon evangélikus lelkészi állást fogadott el és az evangélikus szlovákok részére felsőbb iskola létesítését Nagyrőcén kieszközölte, ahová 1863-ban mint tanár került. 
Cikke a Černokňažanik (A varázsló) c. szlovák humorisztikus lapban (Dvaja čibalci, a két selma); a Sokol c. folyóiratban (1868. Pravda, igazság, vígj. 4 felv.); legtöbbet írt a Slovenské Pohladyba.

## Munkái
- Evangelicky Slabikar… (Evangelikus ábc és olvasókönyv).
- Mabý(zeměpis prožáky a ácky. Beszterczebánya, 1850. (Kis földrajz fiú- és leánytanulók számára).
- Stručný piodopis, pro slovenské záky a zácky. Beszterczebánya, 1851. I. rész. (Kis természetrajz fiú- és leánytanulók számára).
- Mataj (Máté) dráma 4 felv. Rozsnyó, 1862.
- Ormisz. Színmű. Rozsnyó, 1863.
- Zpráva a slovenskom evanjelikom A. V. Gymnasium Veiko Revuckom. Rozsnyó, 1865. (Jelentés a nagy-rőczei ág. ev. gymnasium működéséről).
- Vlčhoveda pre Seminaristov a rodi(ov. Turócz-Szent-Márton, 1871. Két kötet. (Neveléstan seminariumok és szülők számára).